# Bavorská archivní škola
Bavorská archivní škola (německy Bayerische Archivschule) je vzdělávací a výzkumné zařízení pro pomocné vědy historické v Mnichově. Jedná se o státní vysokou školu. Je určená výhradně pro pracovníky archivů Svobodného státu Bavorsko, účastníky z jiných spolkových zemí škola nepřijímá.

## Historie
V roce 1821 byl založen Archivní výukový ústav (Archivalisches Unterrichtsinstitut) při Královském všeobecném říšském archivu, který byl předchůdcem dnešní školy. Škola není samostatnou institucí a podléhá generálnímu ředitelství státních bavorských archivů, které vydává směrnice týkající se výuky a zkoušek.

## Vzdělávání
Škola nabízí archivní vzdělání pro všechny stupně profesní práce ve veřejných archivech a odborných zařízeních pro mediální a informační služby apod. Jedná se o státní a komunální archivy a archivy pod dohledem zemského ministerstva vnitra a ministerstva vědy a kultury v Bavorsku.
Přijetí na školu pro přípravné studium na vyšší stupeň archivní služby (gehobener Dienst) je podmíněno maximálním věkem 25 let (výjimku mají uchazeči, kteří mají nezletilé děti - za každé dítě se posouvá hranice o tři roky). Výukový program je dvouletý a je rozdělen na tři části: úvodní výukový běh (4 měsíce), praktické vzdělávání doplněné výukou (16 měsíců) a závěrečný výukový běh (4 měsíce). Tento program má kurzy: základy bavorských ústavních a správních dějin od roku 1799, novodobá diplomatika, archivní praxe (využívání a zpřístupňování archiválií, technická zařízení), německá paleografie po roce 1800, státověda, veřejné služební právo, hospodářské a rozpočtové vedení bavorského státu a obcí, hospodaření státních a komunálních archivů, správní věda.
Pro studium na nejvyšší stupeň archivní služby (höherer Dienst) je nutný maximální věk 32 let (u tělesně postižených 42 let), znalost latiny a francouzštiny, státní zkouška z práva nebo pedagogiky se spojitostí s historií nebo studium historických věd na vysoké škole uzavřené zkouškou uznatelnou pro nejvyšší stupeň státní služby. Také tento výukový program je dvouletý. Je rozdělen na dvě roční části - praktickou a teoretickou. Skládá se z těchto kurzů: archivnictví, pomocné vědy historické, německá, latinská a francouzská paleografie, archivní a informační technika, archivní právo a archivní správa, ústavní, správní, hospodářské a sociální dějiny, právní dějiny, církevní dějiny, praxe v archivu.
Závěrečná zkouška se skládá z písemné a ústní části.

## Obdobné vzdělávací instituce
- Archivschule v Marburgu
- École nationale des chartes v Paříži
- Institut für Österreichische Geschichtsforschung ve Vídni
- Scuola Vaticana di Paleografia e Diplomatica v Římě
- Státní archivní škola v Praze (zrušená)